# Kyle Harper
Pour les articles homonymes, voir Harper.
Kyle Harper, né le 29 décembre 1979 à Edmond dans l'Oklahoma (États-Unis), est un professeur d’histoire ancienne à l'université de l'Oklahoma. Spécialiste de l'Antiquité tardive, ses travaux portent sur l'histoire économique, environnementale et sociale. Il est notamment connu pour avoir apporté une explication climatique et épidémique au déclin de l’Empire romain d’Occident.

## Biographie
Kyle Harper est l'auteur d'une thèse sur l'esclavage dans le monde romain tardif, soutenue à l'université Harvard en 2007 puis publiée en 2011.
Assistant professor à l'université de l'Oklahoma de 2007 à 2012, puis associate professor de 2012 à 2014, il y est professor of Classics & Letters depuis 2014.

## Recherches
Dès le début des années 2010, ses travaux se sont orientés sur des thèmes liés aux questions climatiques, environnementales et épidémiques. Ses publications n'ont pas été sans provoquer des controverses sur l'importance du climat et des épidémies dans l'évolution de l'Empire romain.
Publié aux Princeton University Press en 2017 sous le titre The Fate of Rome. Climate, Disease, and the End of an Empire, son ouvrage le plus connu a été traduit et publié en français en 2019 sous le titre Comment l’Empire romain s’est effondré : le climat, les maladies et la chute de Rome qui évoque un effondrement que Kyle Harper ne défend pas. Cet ouvrage met en exergue la place des épidémies (peste antonine, peste de Cyprien puis de Justinien) et du petit âge glaciaire dans la chute de la population et la désorganisation de l'empire.
Si cette publication a reçu un accueil globalement positif,, plusieurs chercheurs en ont fait la critique, notamment sur l'insuffisante prise en compte des données archéologiques, et sur une généralisation nuisant aux spécificités locales. Cette controverse scientifique a été nourrie par une réponse de Kyle Harper. En France, dans un article publié dans Le Figaro, Stéphane Ratti, professeur d'histoire de l'Antiquité tardive à l'université de Bourgogne, reproche à Kyle Harper un catastrophisme lié à l'actualité, que l'ouvrage ne défendrait pas selon Frédéric Trément.

## Publications

### en anglais
- Slavery in the Late Roman World, Cambridge University Press, 2011
- From Shame to Sin: The Christian Transformation of Sexual Morality in Late Antiquity. Revealing antiquity, Harvard University Press, 2013
- The Fate of Rome: Climate, Disease, and the End of an Empire, Princeton University Press, 2017

### traduction en français
- Comment l'Empire romain s'est effondré : Le climat, les maladies et la chute de Rome [« The Fate of Rome: Climate, Disease, and the End of an Empire »]  (trad. de l'anglais), Paris, La Découverte, 2019, 544 p. (ISBN 978-2348037146)

## Distinctions
- James Henry Breasted Prize par l'American Historical Association
- Outstanding Publication Award par la Classical Association of the Middle West and South
- Award for Excellence in the Study of Religion in Historical Studies de la American Academy of Religion